# 1-butyl-3-methylimidazoliumhexafluorfosfaat
1-butyl-3-methylimidazoliumhexafluorfosfaat, waarvoor meestal de afkorting BMIM-PF6 gebruikt wordt, is een viskeuze, hydrofobe en niet in water oplosbare ionische vloeistof. Samen met 1-butyl-3-methylimidazoliumtetrafluorboraat, BMIM-BF4, is het een van de best bestudeerde ionische vloeistoffen. Hoewel het niet in water oplosbaar is, ontleed de stof wel langzaam in aanwezigheid van water.
Het verschil in de vermelde kleur van de vloeistof en het verschil in smeltpunt tussen de verschillende referenties is waarschijnlijk terug te voeren op de zuiverheid van de verbinding. Verontreinigingen geven vaak een gelige kleur aan vloeistoffen en hebben in ieder geval een vriespuntverlagend effect. 

## Synthese
BMIM-PF6 kan via de commerciële chemicaliënhandel betrokken worden. De synthese verloopt in twee stappen: 1-methylimidazool wordt met 1-chloorbutaan gealkyleerd. Daarna wordt in een metathese reactie (omruilreactie) met kaliumhexafluorfosfaat het anion uitgewisseld. Het tetrafluorboraat wordt op vergelijkbare manier verkregen met kaliumtetrafluorboraat als reagens.